# کورال سان ایرویز
کورال سان ایرویز (به انگلیسی: Coral Sun Airways) یک شرکت هواپیمایی است که در تاریخ ۱ ژانویه ۲۰۰۹ میلادی تأسیس شده‌است. دفتر مرکزی کورال سان ایرویز در تاراوا، کیریباتی واقع شده‌است و قطب این شرکت هواپیمایی در فرودگاه بین‌المللی بونریکی قرار دارد.